# Kutina
Kutina (znanstveno ime Cydónia oblónga Mill. in Cydonia vulgáris Pers., grško ime melon kidonion, kidonsko jabolko); plodovi rastejo na drevesastem ali grmičastem steblu z gladkim lubom rjave barve. Podobni so jabolkom, včasih pa tudi hruškam. Domovina kutine je severna Perzija od koder se je preko Grčije razširila v Italijo in od tam tudi k nam. Kutina cveti konec maja in junija, zori šele v oktobru, dozori  pa v kleti v decembru. V plodovih je veliko pektina, sluzi, amigdalina, emulzina, fosforne kisline, vitamin C, ki so zelo važni pri ohranjanju zdravja, zlasti v času prehladov in ob črevesnih obolenjih.